# Goniofusus brasiliensis
Goniofusus brasiliensis is een slakkensoort uit de familie van de Fasciolariidae. De wetenschappelijke naam van de soort werd in 1904 voor het eerst geldig gepubliceerd door Grabau.